# Trairi
Trairi là một đô thị thuộc bang Ceará, Brasil. Đô thị này có diện tích 924,555 km², dân số năm 2007 là 48092 người, mật độ 52,02 người/km².